# Ulrik Jansson
Pour les articles homonymes, voir Jansson.
Ulrik Jansson, né le 2 février 1968, est un footballeur suédois, qui évoluait au poste de milieu de terrain à Helsingborgs IF et en équipe de Suède.
Jansson n'a marqué aucun but lors de ses six sélections avec l'équipe de Suède entre 1990 et 1991. 

## Carrière
- 1990-1993 : Östers IF
- 1993-2003 : Helsingborgs IF

## Palmarès

### En équipe nationale
- 6 sélections et 0 but avec l'équipe de Suède entre 1990 et 1991.

### Avec Helsingborgs IF
- Vainqueur du Championnat de Suède de football en 1999.
- Vainqueur de la Coupe de Suède de football en 1998.